# Konstantinos Chalkias
Konstantinos Chalkias (Larisa, Grecia, 30 de mayo de 1974) es un futbolista profesional griego retirado que jugó como portero. Jugó en el Panathinaikos, el Apollon de Atenas, el Iraklis, el Portsmouth, el Real Murcia, el Aris, el PAOK y el Panachaiki de Patras.

## Biografía
Chalkias empezó su carrera futbolística en las categorías inferiores del Panathinaikos FC, hasta que en la temporada 1995-96 pasa a formar parte de la primera plantilla del club y gana una Liga. Ante la falta de oportunidades su club decide cederlo al Apollon Smyrnis una temporada. A su regreso es alineado de vez en cuando, jugando 25 partidos hasta 2001, año en el que se marcha cedido al Iraklis Thessaloniki.
Regresa en 2003. Esa temporada su equipo se proclama campeón de Liga y Copa.
En enero de 2005 se marcha a Inglaterra a jugar con el Portsmouth. Debuta con este equipo en la FA Cup, en un partido contra el Southampton FC, aunque la mayoría de los partidos de esa temporada los pasó en el banquillo. Al finalizar la temporada su equipo ficha a Sander Westerveld, con lo que Chalkias tuvo que competir con dos porteros por la titularidad, meta que no consiguió. En enero de 2006 deja el club, donde solo disputó cinco encuentros, para fichar por el Real Murcia.
Con el equipo español juega varios partidos en Segunda División.
Al finalizar esa temporada Chalkias ficha por el Aris Salónica FC. En este equipo realiza dos temporadas muy buenas.
El 28 de mayo de 2008 firma un contrato con el PAOK Salónica FC.

## Selección nacional
Ha sido internacional con la Selección de fútbol de Grecia en 32 ocasiones. Su debut como internacional se produjo en noviembre de 2001.
Fue convocado para participar en la Eurocopa de Portugal de 2004. No llegó a debutar en esta competición y tuvo que conformarse con ser suplente de su compatriota Antonios Nikopolidis. Al final Grecia se alzó con el título. Lo mismo le pasó en la Copa Confederaciones 2005 y en la Eurocopa de Austria y Suiza de 2008 donde también fue suplente.
En la Eurocopa 2012, Chalkias era el jugador más veterano del torneo, con 38 años, y uno de los tres jugadores que quedaban de la victoriosa selección griega de 2004. El 12 de junio de 2012, fue titular en el segundo partido de la fase de grupos contra la República Checa; en el minuto 21 de partido, y tras encajar dos goles en 6 minutos, fue sustituido por Michalis Sifakis debido a una lesión. Tras la derrota de Grecia en cuartos de final ante Alemania el 22 de junio, partido que Chalkias vio desde el banquillo, anunció su retirada de la selección junto a Nikos Liberopoulos.

### Participaciones en Copas del Mundo
| Mundial                        | Sede      | Resultado    |
| ------------------------------ | --------- | ------------ |
| Copa Mundial de Fútbol de 2010 | Sudáfrica | Primera fase |

### Participaciones en Eurocopas
| Eurocopa      | Sede              | Resultado        |
| ------------- | ----------------- | ---------------- |
| Eurocopa 2004 | Portugal          | Campeón          |
| Eurocopa 2008 | Austria y Suiza   | Primera fase     |
| Eurocopa 2012 | Polonia y Ucrania | Cuartos de final |

### Participaciones en Copa FIFA Confederaciones
| Copa                           | Sede     | Resultado    |
| ------------------------------ | -------- | ------------ |
| Copa FIFA Confederaciones 2005 | Alemania | Primera Fase |

## Clubes
| Club                       | País       | Año       |
| -------------------------- | ---------- | --------- |
| Panathinaikos FC           | Grecia     | 1995-1996 |
| Apollon Smyrnis            | Grecia     | 1996-1999 |
| Panathinaikos FC           | Grecia     | 1999-2001 |
| Iraklis Thessaloniki       | Grecia     | 2001-2003 |
| Panathinaikos FC           | Grecia     | 2003-2005 |
| Portsmouth Football Club   | Inglaterra | 2005      |
| Real Murcia Club de Fútbol | España     | 2005-2006 |
| Aris Salónica FC           | Grecia     | 2006-2008 |
| PAOK Salónica FC           | Grecia     | 2008-2012 |
| Panachaiki de Patras       | Grecia     | 2016-     |

## Títulos
- 2 Ligas de Grecia (Panathinaikos FC, 1996 y 2004)
- 1 Copa de Grecia (Panathinaikos FC, 2004)
- 1 Eurocopa (Selección de fútbol de Grecia, 2004)